# Каваллино, Бернардо
Бернардо Каваллино (итал. Bernardo Cavallino; 1616, Неаполь — 1656, там же) — итальянский живописец эпохи барокко неаполитанской школы.

## Биография
Сведений о происхождении художника, его обучении и жизни сохранилось мало. Бернардо Каваллино родился в Неаполе и был крещён в церкви Сан-Либорио-алла-Карита, умер в 1656 году, вероятно, во время эпидемии чумы.
Известно, что он был учеником Андреа Ваккаро, у которого он усвоил колористические приёмы неаполитанского караваджиста Массимо Станционе. Испытал влияние Антониса Ван Дейка, Пьетро Новелли и Гвидо Рени. Его произведения определяют как "равноудаленные в стилевом отношении между живописью Караваджо и Федерико Бароччи за тенебризм с театральным оттенком и сходство с некоторыми чертами скульптуры римского барокко.
Картины Каваллино являются одними из наиболее выразительных работ неаполитанских мастеров того времени. Обладая яркой, утонченно-артистичной творческой индивидуальностью, Каваллино воспринял в работах Караваджо и его последователей отдельные живописные приёмы, принципы «погребного» освещения с очень тёмным, погруженным во мрак фоном и яркими вспышками света, выхватывающими из темноты фигуры действующих лиц.
На втором этапе творчества Каваллино обратился к произведениям Артемизии Джентилески, работавшей в те годы в Неаполе, и был очарован искусством Рубенса. В этот период он освободился от влияния Караваджо, отдав предпочтение более явному хроматизму. Тем самым Каваллини «привнёс в исчерпавшее себя барокко и караваджизм тонкое поэтическое чувство, колоризм, игру света и цвета, идиллизм. Его картины сравнивали с лирическими стихами, а самого мастера называли художником грации».

## Галерея

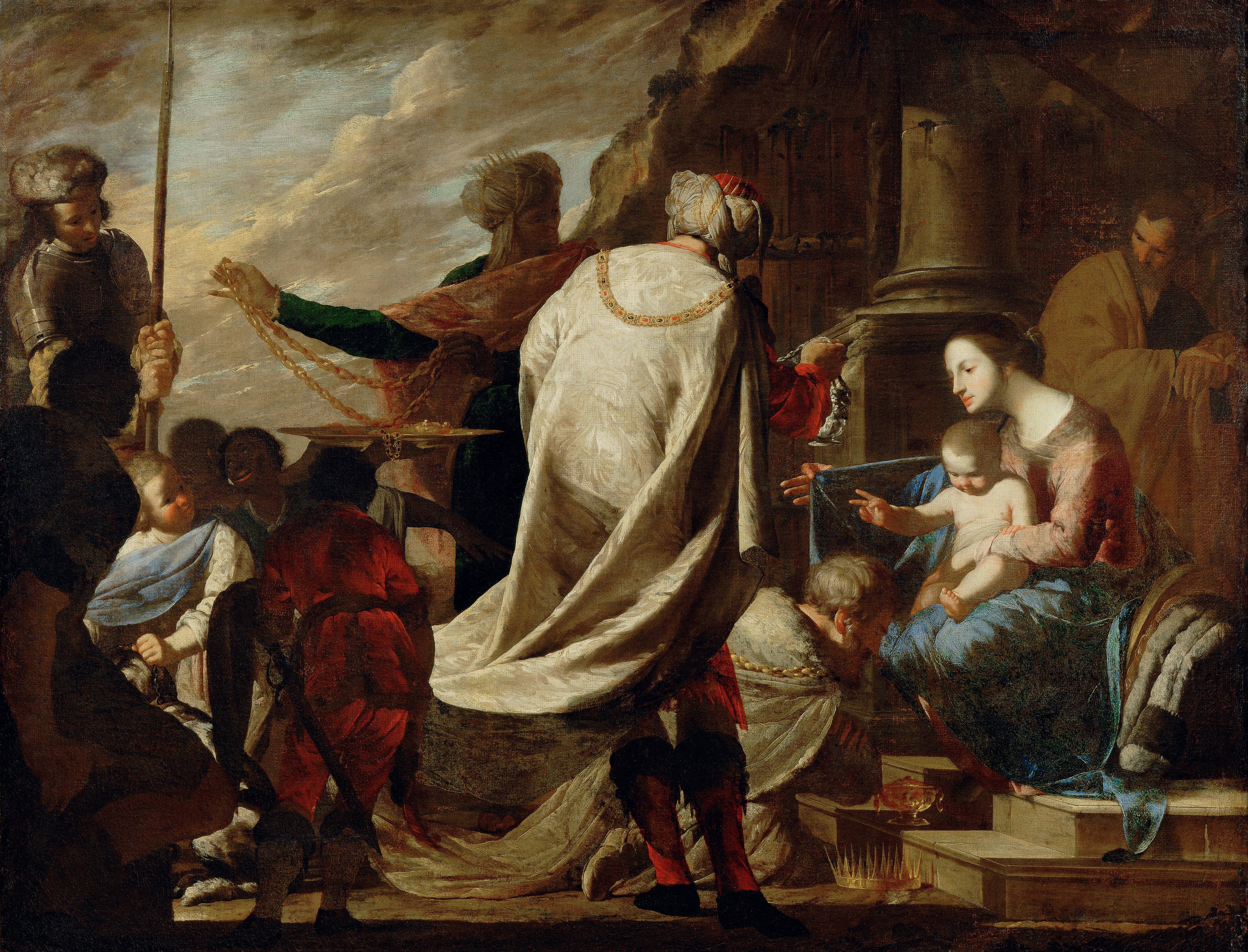
Поклонение волхвов. 1640. Холст, масло. Музей истории искусств, Вена
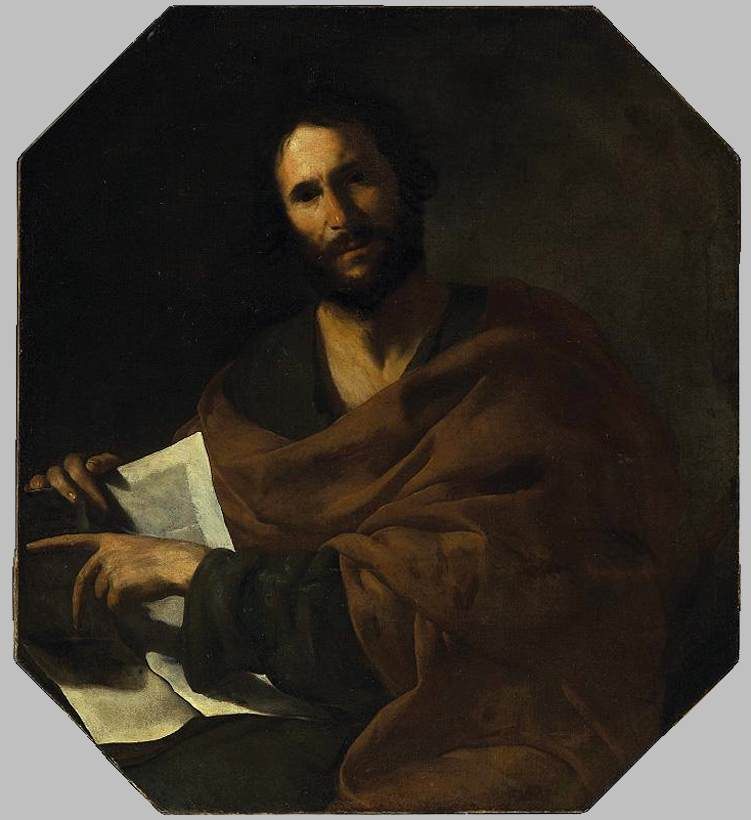
Евангелист Иоанн. Между 1641 и 1643. Холст, масло. Частное собрание
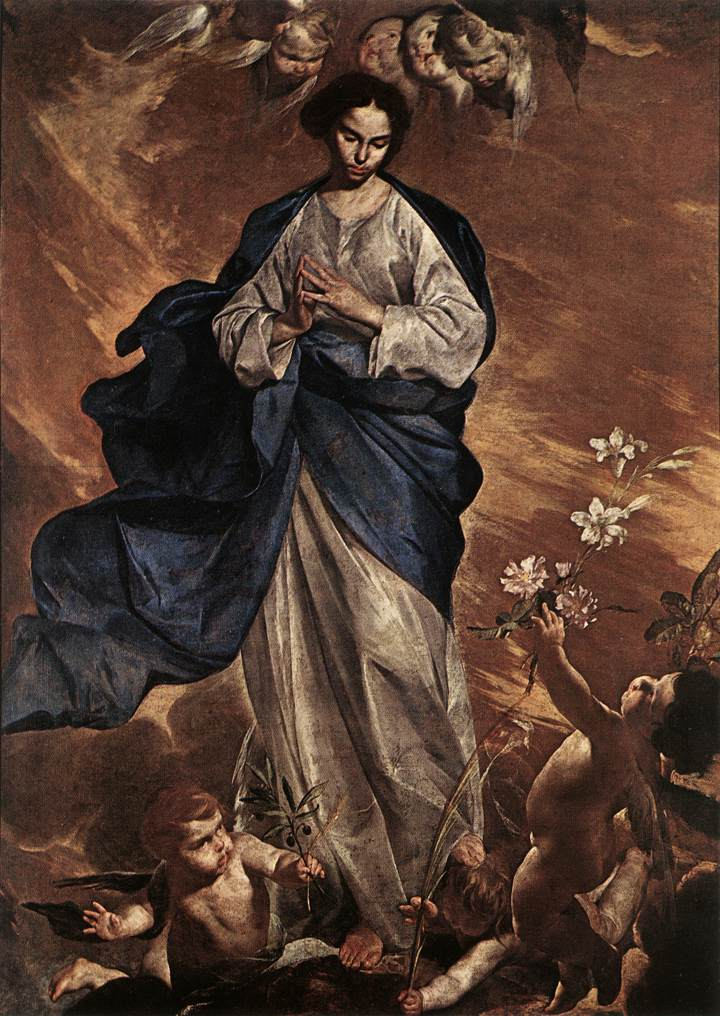
Мадонна Иммакулата. 1650. Холст, масло. Пинакотека Брера, Милан
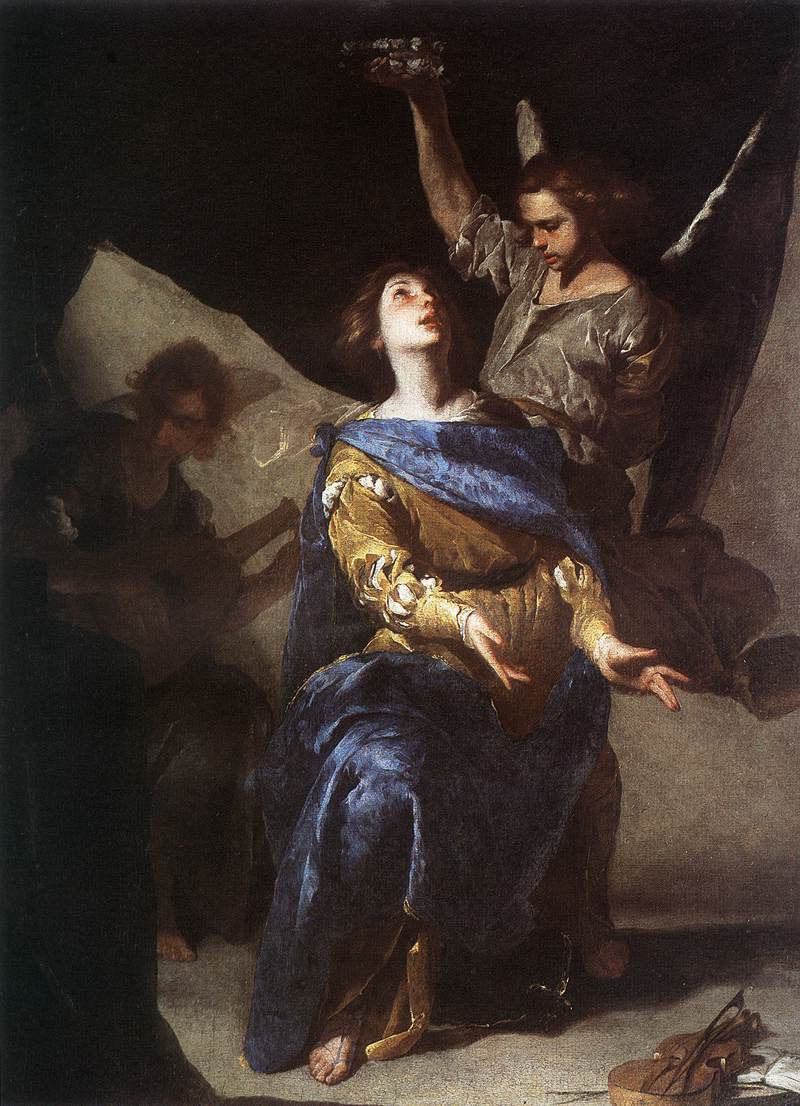
Экстаз святой Цецилии. 1645. Холст, масло. Музей Каподимонте, Неаполь
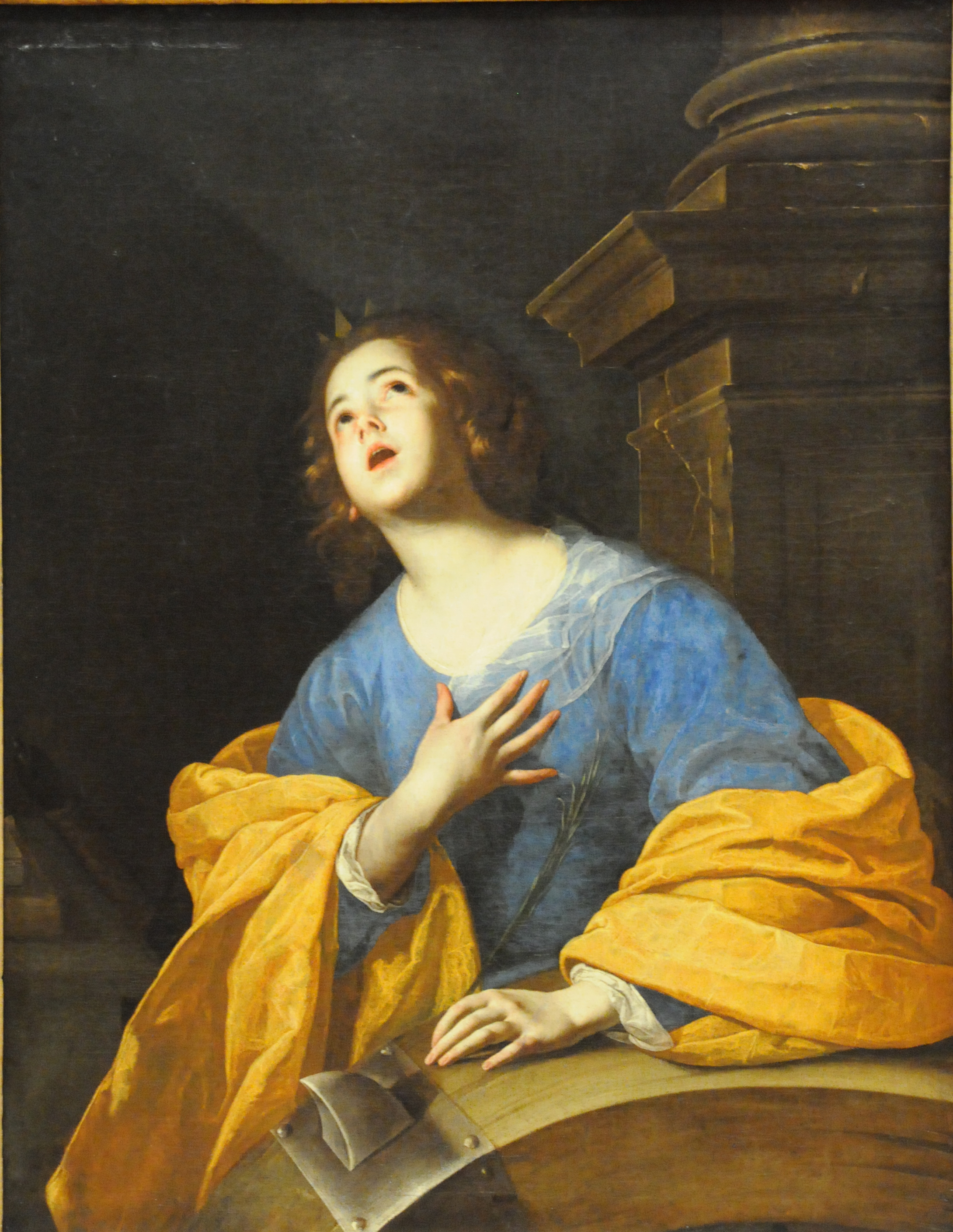
Святая Екатеринa Александрийская. Ок. 1650. Холст, масло. Метрополитен-музей, Нью-Йорк
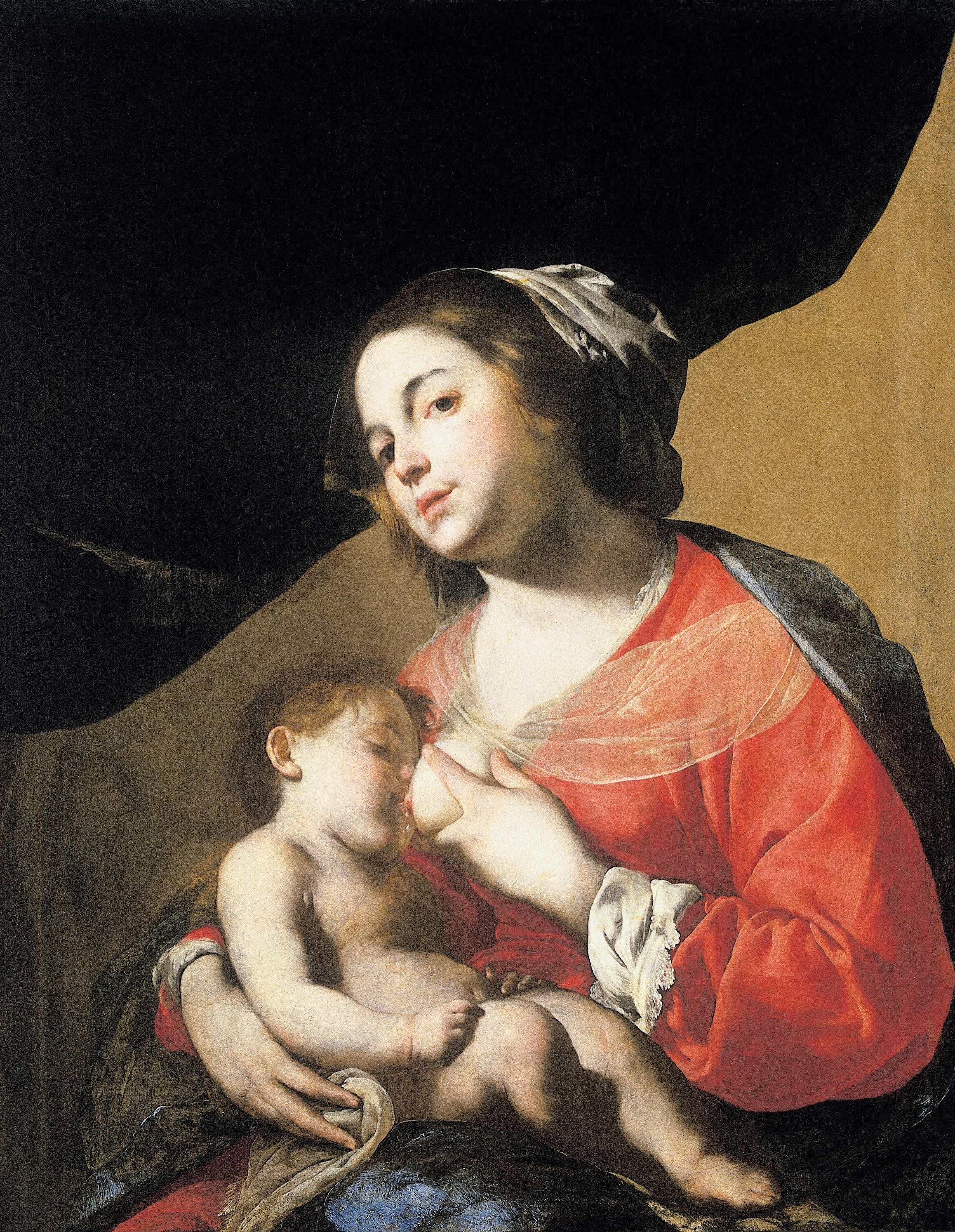
Кормящая Мадонна. Ок. 1650. Холст, масло. Художественный музей, Оломоуц, Чехия
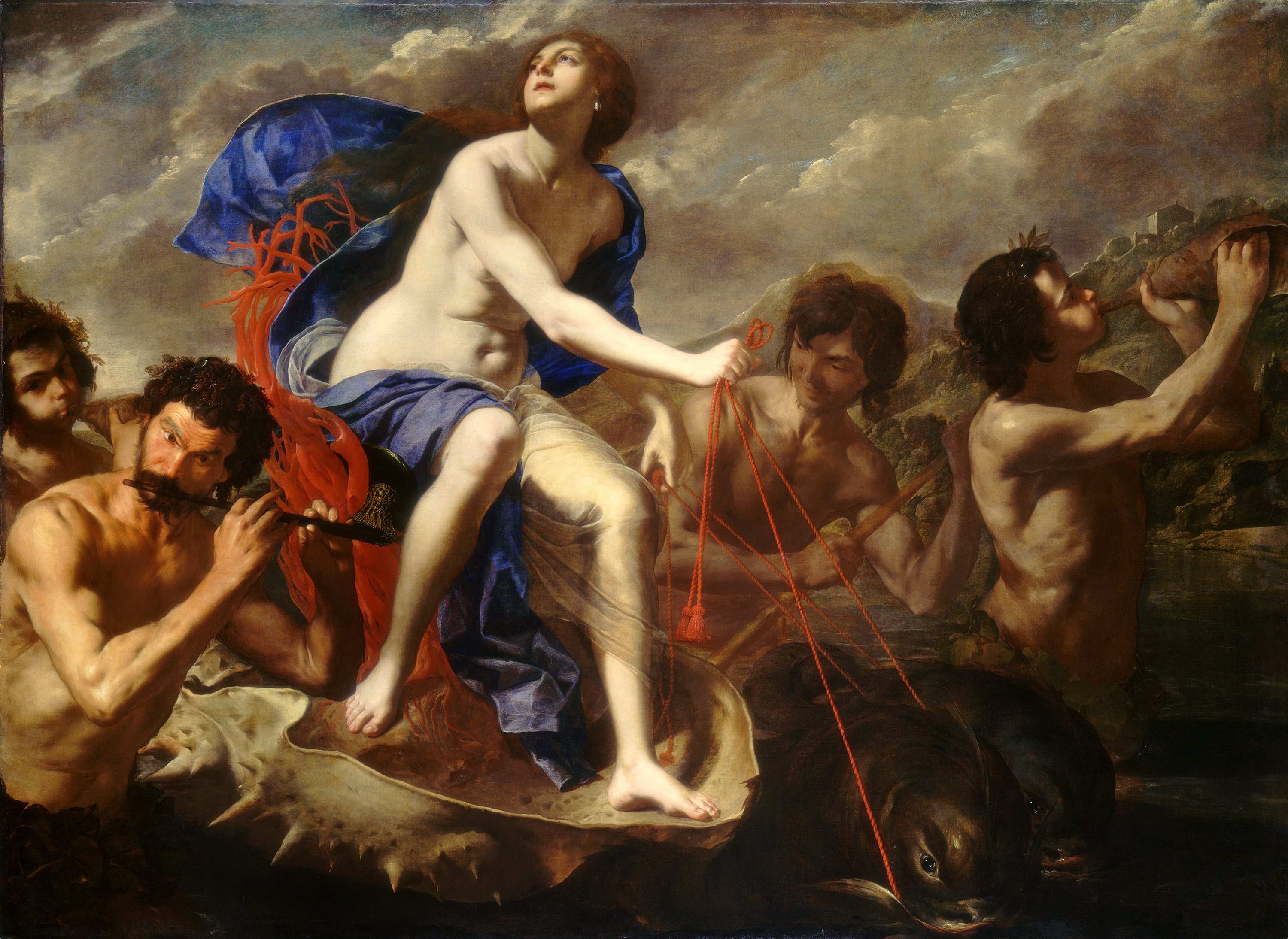
Tриумф Галатеи. Ок. 1650. Холст, масло. Национальная галерея искусства, Вашингтон